# ميجيل روسا
ميجيل روسا (بالبرتغالية: Miguel Alexandre Jesus Rosa‏) (13 يناير 1989 بلشبونة في البرتغال - ) هو لاعب كرة قدم برتغالي في مركز الوسط. شارك مع منتخب البرتغال تحت 17 سنة لكرة القدم ومنتخب البرتغال تحت 18 سنة لكرة القدم ومنتخب البرتغال تحت 19 سنة لكرة القدم. أما مع النوادي، فقد لعب مع إشتوريل برايا ونادي بنفيكا ونادي بيلينينسش وA.D. Carregado ‏ وS.L. Benfica B ‏.

## وصلات خارجية
- ميجيل روسا على موقع قاعدة بيانات كرة القدم.إي يو (الإنجليزية)
- ميجيل روسا على موقع Soccerway.com (الإنجليزية)
- ميجيل روسا على موقع AS.com (الإسبانية)